# Marco Sanudo (señor de Gridia)
Marco Sanudo fue el señor de Gridia (un feudo en la isla de Andros).

## Origen
Era el segundo hijo de Marco II Sanudo, tercer duque de Naxos, y su esposa, y hermano de Guillermo I Sanudo, cuarto duque de Naxos.

## Matrimonio y descendencia
El nombre de su esposa es desconocido y con ella tuvo a Guglielmazzo Sanudo, quien lo sucedió como señor de Gridia.